# キャンディマン2
『キャンディマン2』（原題：Candyman: Farewell to the Flesh）は、1995年制作のアメリカ合衆国のホラー映画。
鏡の前で5回名前を唱えると現われるという伝説の鉤手の殺人鬼「キャンディマン」の恐怖を描いた『キャンディマン』の続編。

## あらすじ
ニューオーリンズで地元の黒人居住区に語り伝えられる伝説の殺人鬼“キャンディマン”の存在を否定した教授が殺され、小学校教師アニーの弟イーサンが直前に彼と争っていたことから、容疑者として逮捕される。実は2人の父親は、10年ほど前にバラバラに切り裂かれて惨殺され、イーサンはそれを“キャンディマン”の仕業だと信じていた。
一方、アニーの教え子のマシューも“キャンディマン”の存在を信じてほかの生徒たちとケンカになっていた。“キャンディマン”など全く信じていないアニーはその存在を否定するため、鏡の前で「キャンディマン」と5回唱えてしまう。だがそれを境に、彼女の周囲で次々と殺人が起きるようになる。
アニーは“キャンディマン”の正体を調べ始めるが、やがて彼女の一族にも関わる衝撃の事実が明らかとなる。

## キャスト
- キャンディマン（英語版）/ダニエル・ロバターユ：トニー・トッド
- アニー・タラント：ケリー・ローワン
- オクタヴィア・タラント：ヴェロニカ・カートライト
- イーサン・タラント：ウィリアム・オリアリー
- ポール：ティモシー・カーハート
- エリス牧師：ビル・ナン
- マシュー：ジョシュア・ギブラン・メイウェザー
- フィリップ・パーセル教授：マイケル・カルキン

## 評価
レビュー・アグリゲーターのRotten Tomatoesでは32件のレビューで支持率は22%、平均点は4.30/10となった。Metacriticでは24件のレビューを基に加重平均値が41/100となった。